# Anamorfose

Holbeins De ambassadeurs, met op de voorgrond een memento mori-anamorfose in de vorm van een schedel

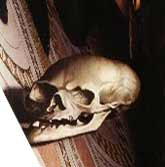
De anamorfose uit het bovenstaande schilderij, gezien vanuit de juiste waarnemingshoek

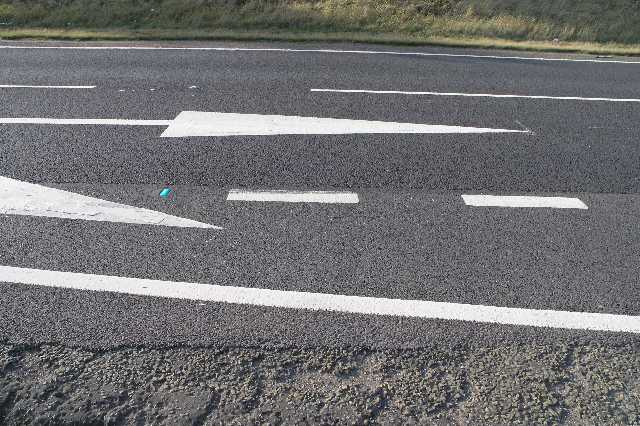
Pijlen op het wegdek zijn anamorfisch gemaakt zodat ze vanuit het gezichtspunt van de bestuurder correct zichtbaar zijn.

Een anamorfose is een vertekende afbeelding, die er alleen vanuit een bepaalde hoek of onder bepaalde optische voorwaarden realistisch uitziet.
De anamorfose ontstond in de tijd van de Renaissance. Kunstenaars wilden alles zo realistisch mogelijk weergeven, dus ging men het perspectief bestuderen. Meestal deed men dit omwille van een zo goed mogelijke natuurgetrouwheid, maar soms ook om te laten zien wat op dit gebied allemaal mogelijk was. Zo ontstond de anamorfose: een schilderij waarvan de afbeelding slechts op een bepaalde manier correct waar te nemen is. Een voorbeeld van een regelmatig gebruikte anamorfose is de zogenaamde memento mori, meestal te zien in de vorm van een vervormde schedel die ergens in het schilderij verwerkt zit en met een moraliserend vingertje wijst op de sterfelijkheid van de mens. Een kunstenaar die zich met dit genre bezighield was Hans Holbein de Jonge.

## Cartografie
In de cartografie worden bepaalde kaartsoorten ook wel anamorfosen genoemd. Het betreft kaarten waarbij de oppervlakten van de gebieden niet gelijk gemaakt zijn aan het landoppervlak, maar aan een andere parameter, bijvoorbeeld het aantal mensen die in een gebied wonen. De vervorming is daarmee functioneel. Deze anamorfoses worden in de (Engelstalige) cartografie ook wel cartogram genoemd. Het levert vervreemdende plaatjes op die juist door die vervreemding beklijven in het geheugen.

## Anamorfose met cilindervormige spiegel
Dit soort anamorfose bestaat uit een onherkenbare afbeelding op een tafelblad, met in het midden ervan een gebogen spiegel in de vorm van een verticaal geplaatste cilinder. Het vervormde spiegelbeeld van de onherkenbare afbeelding toont een herkenbaar onderwerp, zoals het portret van een persoon.